# Intertítulo

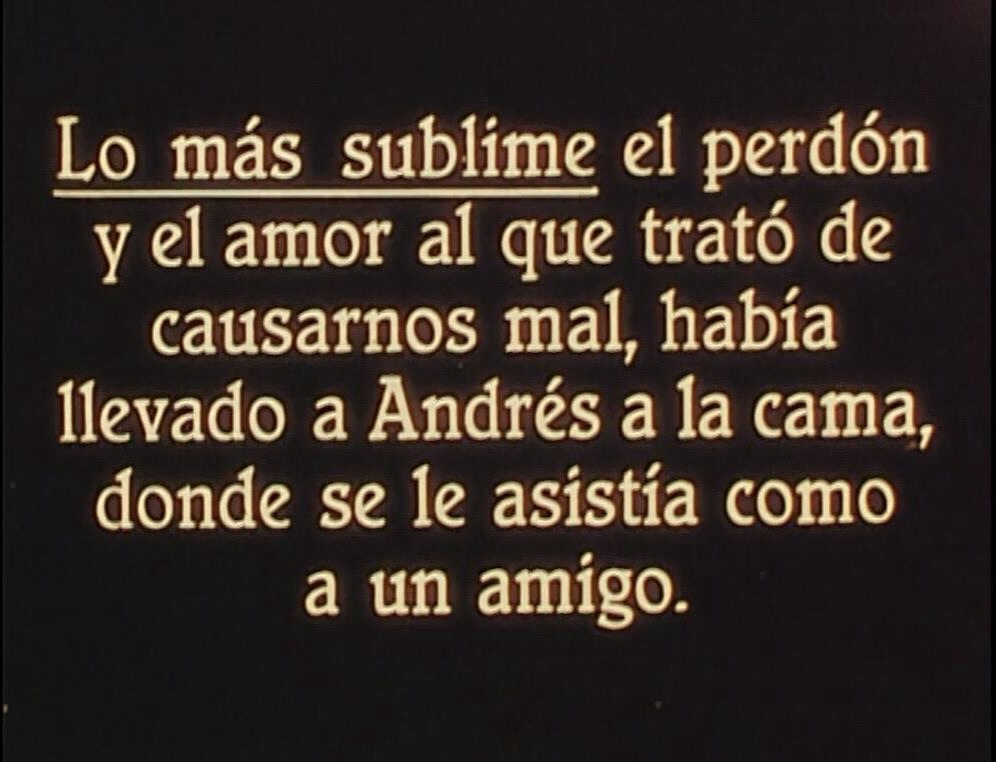
Un ejemplo de intertítulo en español, de la película Lo más sublime (1927).

En cinematografía, se denomina intertítulos —o simplemente, títulos— a los rótulos con texto escrito que pueden aparecer intercalados entre los fotogramas de una película. En general, se introducen con la finalidad de aclarar o complementar el significado de la imagen.
A diferencia de los subtítulos, impresos sobre la propia imagen narrativa, los intertítulos —como su nombre indica— se interponen entre las imágenes de la película, por lo que la acción cinematográfica y el texto nunca coinciden en pantalla.

## En el cine mudo

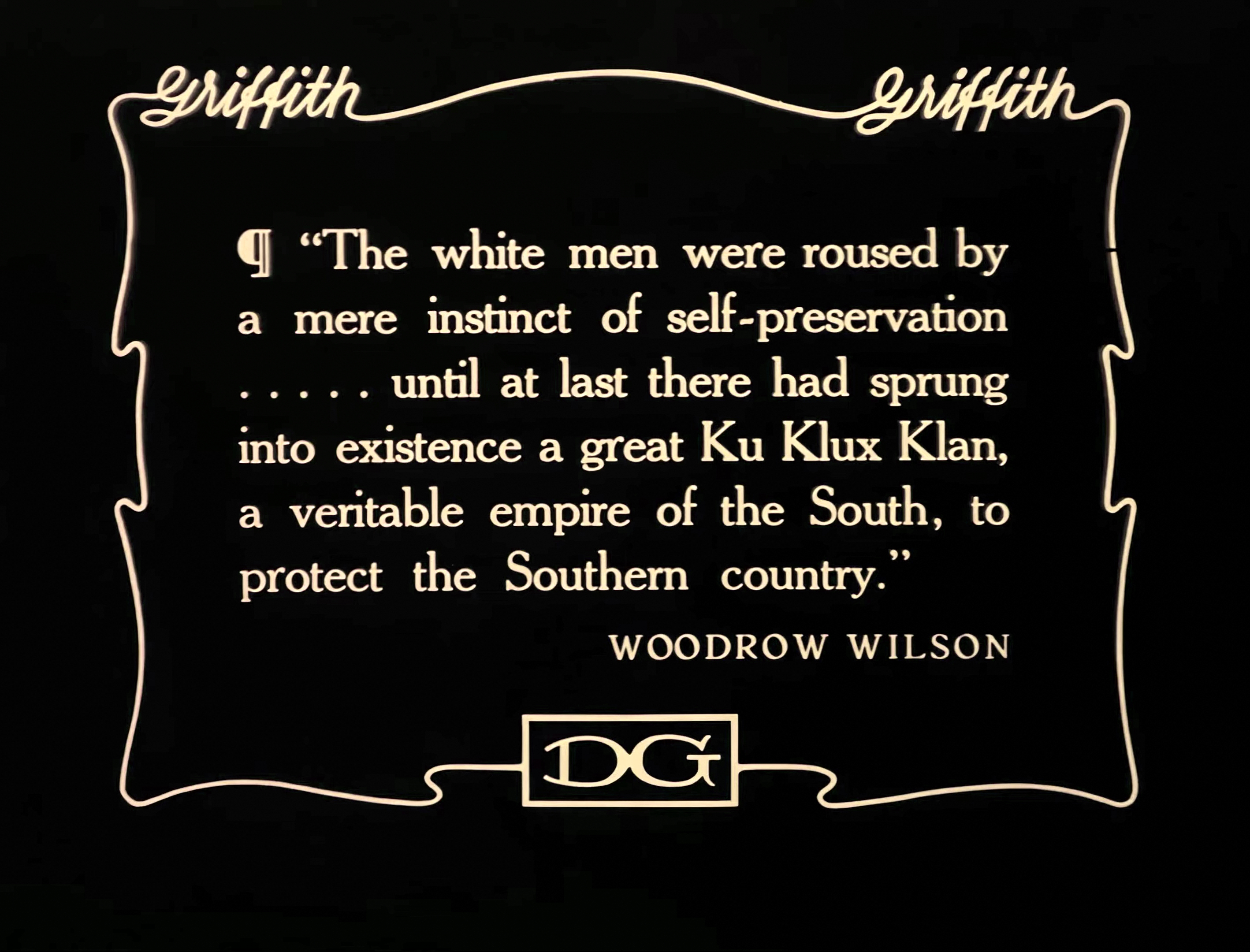
Intertítulo del filme El nacimiento de una nación (1915), de D.W. Griffith.

Las primeras proyecciones de películas mudas solían ir acompañadas de música en directo, habitualmente de piano u órgano. Además, una persona completaba la función imitando voces y sonidos, al tiempo que comentaba al público la acción que transcurría en la pantalla. Esta figura del relator o comentarista de películas mudas fue decayendo con la popularización de los intertítulos, hasta desaparecer completamente con la llegada de la sonorización.
El primer uso conocido de intertítulos data de 1901, del filme británico Scrooge, o el espectro de Marley. Los intertítulos constituyeron un recurso de primer orden en el cine mudo, donde fueron profusamente utilizados para transcribir los diálogos. En ocasiones, también se jugaba con el color y la tipografía de los títulos para marcar énfasis, expresar los estados de ánimo de los personajes, etc. A pesar de ello, eran poco apreciados por ciertos realizadores de la época, que los consideraban un artificio inútil al entender que las imágenes debían hablar por sí solas. La película Der Letzte Mann (1924) de F. W. Murnau es un buen exponente de esta corriente crítica, ya que su metraje carece por completo de títulos. El propio Murnau manifestaba al respecto:

«El arte visual debe, por su misma naturaleza, narrar una historia completa únicamente por medio de imágenes; la película ideal no precisa títulos.»
Theatre Magazine, enero de 1928

## Uso posterior
La primera edición de los Premios Óscar, en 1929, incluía un galardón al «Mejor título», aunque esta categoría jamás volvería a concederse, al quedar obsoleta por el advenimiento del cine sonoro. No obstante, el uso de intertítulos en el cine se ha mantenido hasta nuestros días; aún son empleados como separadores de secuencias o escenas,  así como para establecer acotaciones espaciales o temporales (ej. «Londres, 1871», «20 años más tarde...»).
Entre los más célebres del cine moderno se encuentran los de la serie Star Wars, posteriormente imitados y parodiados en multitud de ocasiones. Todas las películas de la serie se abren con un largo texto que se despliega en perspectiva, donde se narran los acontecimientos que desencadenan la trama. Este intertítulo viene precedido de otro sobre fondo azul, común a toda la serie, considerado uno de los más populares del cine: 

«Hace mucho tiempo, en una galaxia muy, muy lejana [...]»